# کورتنی (کارولینای شمالی)
کورتنی (به انگلیسی: Courtney) یک منطقهٔ مسکونی در ایالات متحده آمریکا است که در شهرستان یادکین، کارولینای شمالی واقع شده‌است.